# Želim ti osmijeh
Želim ti osmijeh (tal. Ti auguro il sorriso) knjiga je pape Franje iz 2020. godine. Donosi izbor njegovih tekstova o radosti. Hrvatsko izdanje objavljeno je 2021. godine.

## Sadržaj
Knjiga donosi ulomke govora, homilija, apostolskih pobudnica i enciklika pape Franje u kojima tumači kako istinska radost nije kratkotrajan osjećaj euforije, već proizlazi iz čovjekove konkretne nade koja mu ne može biti oduzeta. Takva radost uvijek ima posljednju riječ, a želja i dijeljenje osmijeha prvi je korak prema njoj. Tekstovi u knjizi raspoređeni su u nekoliko poglavlja: Promijeniti i preporoditi, Sanjati ljepotu, Zašto je Bog radostan, Ono što nas oslobađa od žalosti, Radost ima posljednju riječ, Postavi prava pitanja i dobit ćeš odgovore, Biti nada, Da biste darovali osmijeh i Radost molitve.